# Saint-Bauld
Saint-Bauld ist eine ehemalige französische Gemeinde im Département Indre-et-Loire in der Region Centre-Val de Loire mit zuletzt 175 Einwohnern (Stand 1. Januar 2022). Sie gehörte zum Arrondissement Loches und zum Kanton Loches.
Zum 1. Januar 2018 wurden Saint-Bauld und Tauxigny zur commune nouvelle Tauxigny-Saint-Bauld zusammengeschlossen. Lediglich Saint-Bauld ist eine commune déléguée innerhalb der neuen Gemeinde. Das Verwaltungszentrum befindet sich im Ort Tauxigny.

## Geographie
Saint-Bauld liegt etwa 26 Kilometer südsüdöstlich von Tours am Échandon, einem Nebenfluss der Indre.

## Bevölkerungsentwicklung
| 1962                       | 1968 | 1975 | 1982 | 1990 | 1999 | 2006 | 2013 |
| -------------------------- | ---- | ---- | ---- | ---- | ---- | ---- | ---- |
| 174                        | 173  | 132  | 115  | 159  | 167  | 191  | 197  |
| Quellen: Cassini und INSEE |      |      |      |      |      |      |      |

## Sehenswürdigkeiten
- Kirche Saint-Bauld
- Schloss Fontenay-Isoré aus dem 15. Jahrhundert

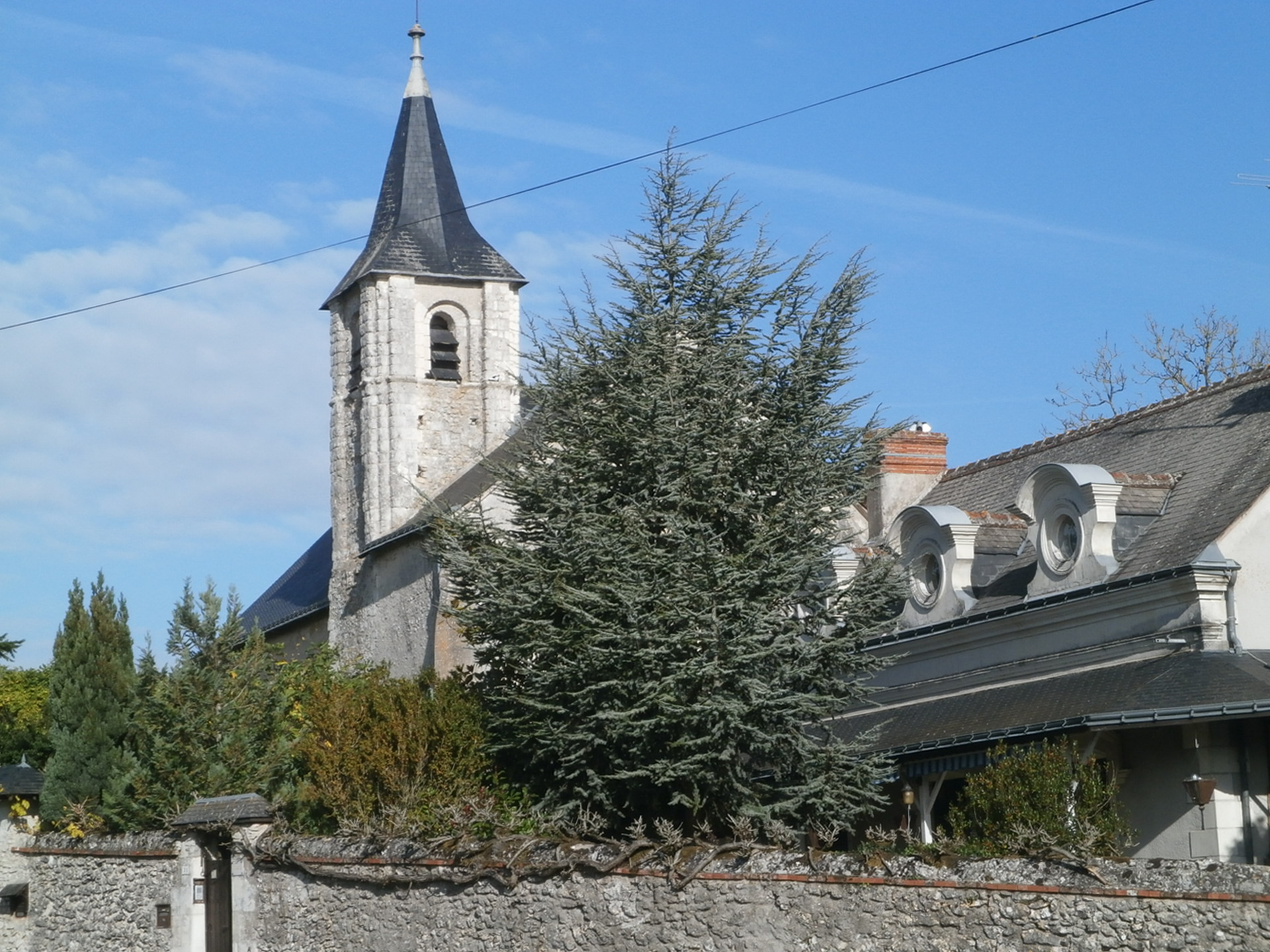
Kirche Saint-Bauld